# Lynne Brown
Pour les articles homonymes, voir Brown.
Cet article possède un paronyme, voir Lyn Brown (homonymie).
Lynne Brown (née le 26 septembre 1961 au Cap en Afrique du Sud), est une enseignante, une femme politique, une militante féministe et une personnalité de la communauté lesbienne sud-africaine. Membre de l'ANC, elle est ministre provinciale du Développement économique et du Tourisme du Cap-Occidental (2004-2008) puis Première ministre de la province du Cap-Occidental du 25 juillet 2008 au 6 mai 2009, la première femme à exercer cette fonction dans cette province sud-africaine. Après dix mois, la défaite de l'ANC lors des élections provinciales l'oblige à céder le pouvoir à Helen Zille. Elle est ministre des entreprises publiques dans le gouvernement Zuma entre le 25 mai 2014 et le 28 février 2018.

## Biographie
Issue de la communauté coloured du Cap, Lynne Brown est membre fondateur de l'Organisation des femmes unies (1979) qui sera en 1983 une composante du Front démocratique uni (UDF), le principal mouvement légal non parlementaire anti-apartheid des années 1980 et représentant interne du congrès national africain. Elle adhère à l'ANC en 1987 et est élue à l'Assemblée provinciale du Cap-Occidental lors des élections générales sud-africaines de 1994. En 1999, elle est candidate à la mairie du Cap puis speaker de l'assemblée provinciale (2001-2004) et ministre provinciale aux finances, au développement économique et au tourisme (2004-2008).
Premier ministre provincial du Cap-Occidental, en 2008, elle est battue l'année suivante par Helen Zille et l'Alliance démocratique. Elle devient alors le chef de l'opposition dans la province.
En mai 2014, elle entre dans le gouvernement de Jacob Zuma qui avait marqué son hostilité à la légalisation du mariage homosexuel en Afrique du Sud. Ministre des Entreprises publiques, elle a la tutelle de South African Airways et de Eskom, la compagnie nationale d'électricité.
À partir de 2017, des doutes émergent quant à son intégrité quand elle appuie le choix de Zuma de remettre Molefe à la tête d'Eskom. La presse révèle que sa maîtresse aurait obtenu de généreux contrats avec Eskom alors qu'elle n'aurait aucune expertise dans le secteur des énergies. Le directeur d'Eskom était alors au courant de la combine, ce qui faussait pour beaucoup les jeux de pouvoir au sein de l'entreprise. Elle nie les accusations selon lesquelles elle aurait placé des pions au sein de la direction d'Eskom pour faciliter sa prise de contrôle par la famille indienne Gupta,. Elle démissionne de son siège du Parlement en mars 2018.

### Vie privée
Lynne Brown est ouvertement lesbienne. Elle est la première ministre sud-africaine à assumer son homosexualité.

## Sources
1. ↑  « Premier of the Western Cape: Bio », sur Cape Gateway, Provincial Government of the Western Cape (consulté le 12 décembre 2008)
2. ↑  « Applause as Zille secures premiership », IOL,‎ 6 mai 2009 (lire en ligne, consulté le 6 mai 2009)
3. ↑  (en) « EDITORIAL: Whatever happened to Lynne Brown? », sur BusinessLIVE (consulté le 21 octobre 2023)
4. ↑  (en) « Minister Lynne Brown's lover scores lucrative Eskom oil deal », sur SowetanLIVE (consulté le 21 octobre 2023)
5. ↑  (en) « ‘He’s lying about me lying’: Lynne Brown », sur TimesLIVE (consulté le 21 octobre 2023)
6. ↑  (en) Brandon Nel, « Lynne Brown mulls revealing all », IOL,‎ 21 juin 2022 (lire en ligne)
7. ↑  (en) « Lynne Brown has escaped … for now », sur TimesLIVE (consulté le 21 octobre 2023)
8. ↑  (en) South Africa appoints first lesbian to cabinet
9. ↑  Emma Thelwell, « SA's first gay minister: why it matters », News24,‎ 6 juin 2014 (lire en ligne [archive du 6 juin 2014], consulté le 19 juin 2014)

- Lynne Brown : gay, métisse et ministre, Jeune Afrique, 18 juin 2014